# Аккинское наибство
Аккинское наибство (чечен. Аьккхийн наибалла) — административная единица Терской области Российской империи. Наибство было позже присоединено к Чантинскому наибству. Ныне территория входит в состав Галанчожского района Чечни. Существовало в 1865—1869 годах.

## Границы
Северная граница аккинского наибства от реки Гехи, в 5.5 верстах ниже соединения её верховьев, она проходит у подошвы горы Балой-Лама к развалинам аула Кяген-юрт, пересекает верховья рек Шалажа и Нетхой, по направлению к Кереламу, встречает лесистый овраг из которого берёт своё начало речка Чож.
От верховьев речки Чож начинается отделяющая аккинцев от мереджинского общества западная граница: направляясь параллельно верховьев реки Фортанги, она проходит у подошвы Ялхоры лама, Пересекает большую дорогу от аула Ялхорой в Ст. Алкунскую, минует возвышенности Борзинты и Лиоусы-корт и достигает горы Цетти-корта.
Отсюда идет южная граница по хребту Эргеты, отдаляющему аккинцев от цоринцев и далее по цепи лесистых гор смежных с поселением Кейнзев откуда берут свои начала верхние притоки реки Гехи, до возвышенности Голан-Корта.
Здесь начало соприкасающейся с Чечнёй восточной границы, которая встречает на пути своем горы Койби корт и Келесам доходит до реки Гехи и правым её берегом, вниз по течению на расстояние 5 ½ верст достигает против горы Балой-лама начала выше описанной северной границы.